# Сана (річка)

Сана — річка на північному заході Боснії і Герцеговини, одна з найбільших приток Уни. Бере початок в 25 західніше міста Яйце та впадає в Уну біля м. Нови-Град. Річка несудноплавна.